# Matías Mariatti
Matías Mariatti (Corral de Bustos, Córdoba, Argentina, 15 de enero de 1997) es un futbolista argentino que se desempeña como marcador central en el Defensores Unidos de la Primera B Nacional de Argentina.

## Trayectoria

### Inferiores
Fue captado en 2013 por Tito Dolce y desde ese momento realizó las divisiones inferiores en el Club Ferro Carril Oeste, donde integró el plantel de reserva que salió campeón del torneo de reserva 2016-17, siendo el encargado de ejecutar el penal en la final contra Argentinos Juniors en cancha de Barracas Central. Al final del partido esto declaraba:
"La verdad que estaba un poco nervioso y seguro a la vez porque lo habiamos entrenado y tenia bien claro donde iba a patear. Con mis compañeros toda la semana laburamos el partido como se debia y ahora vemos los resultados que es lo mas lindo".

### Ferro
En el Campeonato de Primera B Nacional 2016-17 es convocado por primera vez para integrar el banco de suplentes en el partido entre Almagro - Ferro del 27 de julio de 2017, partido que termina en empate sin goles. No ingresó en dicho partido.
En el Campeonato de Primera B Nacional 2017-18 es convocado por el técnico Fabio Radaelli para integrar el plantel que realizaría la pretemporada en la ciudad de Pinamar. No contó con muchas oportunidades en la primera mitad del campeonato, siendo que no integró el banco de suplentes en ninguno de los encuentros oficiales. Con el cambio de técnico es convocado nuevamente para integrar la pretemporada del plantel profesional. Es convocado nuevamente para el partido del 7 de febrero del 2018 contra el Club Atlético All Boys, siendo que inició el partido como titular y se termina dando su debut profesional a los 21 años. Disputó los 90 minutos del encuentro que termina 3-3 con goles de Cristian Canuhé, Pablo Frontini y Facundo Castro para los Floresta y goles de Jonathan Herrera, Lautaro Torres y Gabriel Díaz para los de Caballito. El 4 de abril del 2018 firma su primer contrato profesional que lo ligará al club hasta el 30 de junio de 2019, lo firma junto con otros 4 juveniles, Lucas Ferrari, Cristian Carrizo, Fernando Miranda y Lautaro Gordillo.
De cara al Campeonato de Primera B Nacional 2018-19 siguió en Ferro, ya más afianzado en la primera del club y siendo uno de los recambios de la defensa. En total disputó 8 partidos sin convertir goles, jugando un total de 720 minutos.
Continúo jugando en Ferro de cara al Campeonato de Primera B Nacional 2019-20, disputó 3 partidos sin marcar goles con un total de 259 minutos jugados.
Tras el parate por el Covid continuó jugando en Ferro de cara al Campeonato de Primera Nacional 2020. Renovó contrato con Ferro hasta diciembre del 2022. Disputó un total de 5 partidos sin marcar goles en un total de 450 minutos, todos los partidos que disputó los hizo como titular y completando todos los partidos.
Disputó el Campeonato de Primera Nacional 2021 con el equipo de Caballito, en total jugo 8 partidos sin convertir goles en un total de 381 minutos.
De cara al Campeonato de Primera Nacional 2022 arrancó siendo titular dado que los refuerzos tardaron en llegar, lamentablemente se lesionó en el primer partido. Renovó contrato con Ferro hasta diciembre del 2023. Sólo disputó un partido antes de salir cedido para conseguir rodaje.

### Juventud Antoniana
El 4 de junio se confirma su cesión a préstamo al club salteño hasta el 31 de diciembre del 2022, llega para disputar el Torneo Federal A 2022 de Argentina.
 Tras disputar 17 partidos en los que no convirtió goles debía regresar al club de Caballito.

### Club Atlético Defensores Unidos
Tras rescindir su contrato con Ferro firma con el club de Zárate hasta el 31 de diciembre del 2023 para disputar el Campeonato de Primera Nacional 2023.

## Estadísticas
Actualizado al 28 de octubre de 2024

| Ferro Argentina | 2.ª           | 2016-17       | 0  | 0 | 0 | 0 | — | — | 0  | 0 |
| Ferro Argentina | 2.ª           | 2017-18       | 2  | 0 | 0 | 0 | — | — | 2  | 0 |
| Ferro Argentina | 2.ª           | 2018-19       | 8  | 0 | 0 | 0 | — | — | 8  | 0 |
| Ferro Argentina | 2.ª           | 2019-20       | 3  | 0 | 0 | 0 | — | — | 3  | 0 |
| Ferro Argentina | 2.ª           | 2020          | 5  | 0 | 0 | 0 | — | — | 5  | 0 |
| Ferro Argentina | 2.ª           | 2021          | 8  | 0 | 0 | 0 | — | — | 8  | 0 |
| Ferro Argentina | 2.ª           | 2022          | 1  | 0 | 0 | 0 | — | — | 1  | 0 |
| Ferro Argentina | Total         | Total         | 26 | 0 | 0 | 0 | 0 | 0 | 26 | 0 |
| Juventud Antoniana Argentina | 3.ª           | 2022          | 17 | 0 | 0 | 0 | — | — | 17 | 0 |
| Juventud Antoniana Argentina | Total         | Total         | 17 | 0 | 0 | 0 | 0 | 0 | 17 | 0 |
| Defensores Unidos Argentina | 2.ª           | 2023          | 6  | 0 | 0 | 0 | — | — | 6  | 0 |
| Defensores Unidos Argentina | 2.ª           | 2024          | 20 | 0 | 0 | 0 | — | — | 20 | 0 |
| Defensores Unidos Argentina | Total         | Total         | 25 | 0 | 0 | 0 | 0 | 0 | 25 | 0 |
| Total carrera | Total carrera | Total carrera | 68 | 0 | 0 | 0 | 0 | 0 | 68 | 0 |
| (1) La copa nacional se refiere a la Copa Argentina y Supercopa Argentina . (2) La copa internacional se refiere a la Copa Sudamericana, Recopa Sudamericana, Copa Libertadores y Copa Suruga Bank. |               |               |    |   |   |   |   |   |    |   |